# Phyllonorycter restrictella
Phyllonorycter restrictella är en fjärilsart som först beskrevs av Braun 1939.  Phyllonorycter restrictella ingår i släktet guldmalar, och familjen styltmalar. Inga underarter finns listade i Catalogue of Life.